# Cucurbitaria solitaria
Cucurbitaria solitaria är en svampart som beskrevs av Ellis 1881. Cucurbitaria solitaria ingår i släktet Cucurbitaria och familjen Cucurbitariaceae.   Inga underarter finns listade i Catalogue of Life.